# Саут Вилард (Јута)
Саут Вилард (енгл. South Willard) насељено је место без административног статуса у америчкој савезној држави Јута.

## Демографија
По попису из 2010. године број становника је 1.571, што је 985 (168,1%) становника више него 2000. године.
| Група             | 2000.       | 2010.         |
| Белци             | 545 (93,0%) | 1.397 (88,9%) |
| Афроамериканци    | 0 (0,0%)    | 11 (0,7%)     |
| Азијати           | 1 (0,2%)    | 13 (0,8%)     |
| Хиспаноамериканци | 30 (5,1%)   | 117 (7,4%)    |
| Укупно            | 586         | 1.571         |